# Anthene musagetes
Anthene musagetes är en fjärilsart som beskrevs av Holland 1893. Anthene musagetes ingår i släktet Anthene och familjen juvelvingar. Inga underarter finns listade i Catalogue of Life.